# Chelodina gunaleni
Espèce
Chelodina gunaleni est une espèce de tortue de la famille des Chelidae.

## Répartition
Cette espèce est endémique de la province de Papouasie en Indonésie.

## Taxinomie
Cette espèce est considérée comme un synonyme de Chelodina novaeguineae Boulenger, 1888 par Georges & Thomson, 2010.

## Étymologie
Cette espèce est nommée en l'honneur de Danny Gunalen.

## Publication originale
- (en) William P. McCord et Mehdi Joseph-Ouni, « A new species of Chelodina (Testudines: Chelidae) from southwestern New Guinea (Papua, Indonesia) », Reptilia, vol. 52,‎ 2007, p. 47–52 (lire en ligne)
- (en) Arthur Georges et Scott Thomson, « Diversity of Australasian freshwater turtles, with an annotated synonymy and keys to species », Zootaxa, no 2496,‎ 2010, p. 1–37 (lire en ligne).